# La Bête (Catherine Hermary-Vieille)
 (mai 2025).
Motif : Absence de sources centrées sur le roman
- Archive Wikiwix
- Bing
- Cairn
- DuckDuckGo
- E. Universalis
- Gallica
- Google
- G. Books
- G. News
- G. Scholar
- Persée
- Qwant
- (zh) Baidu
- (ru) Yandex
- (wd) trouver des œuvres sur Wikidata

| 1. | Préciser le motif de la pose du bandeau. | Précisez le motif de la pose du bandeau en utilisant la syntaxe suivante : {{admissibilité à vérifier\|date=mai 2025\|motif=remplacez ce texte par le motif}}                                            |
| 2. | Informer les utilisateurs concernés.     | Pensez à avertir le créateur de l'article, par exemple, en insérant le code ci-dessous sur sa page de discussion : {{subst:avertissement admissibilité à vérifier\|La Bête (Catherine Hermary-Vieille)}} |

Pour les articles homonymes, voir La Bête.
La Bête est un roman d'aventure de Catherine Hermary-Vieille, publié le 29 janvier 2014 chez Albin Michel, librement basé sur l'histoire de la Bête du Gévaudan.

## Résumé
XVIIIe siècle. Antoine Chastel, jeune garde-forestier dans la province du Gévaudan, part vers le Sud en quête de rencontres et d'une vie meilleure. Ses errances vont le mener à Marseille, où il sera engagé sur un navire marchand faisant voile vers Tripoli. Mais des barbaresques se lancent à l'abordage de l’embarcation et massacrent son équipage. Devenu esclave et gardien de fauves à Alger, torturé, émasculé, Antoine va bientôt développer un profond goût pour le genre humain...

## Autour du roman

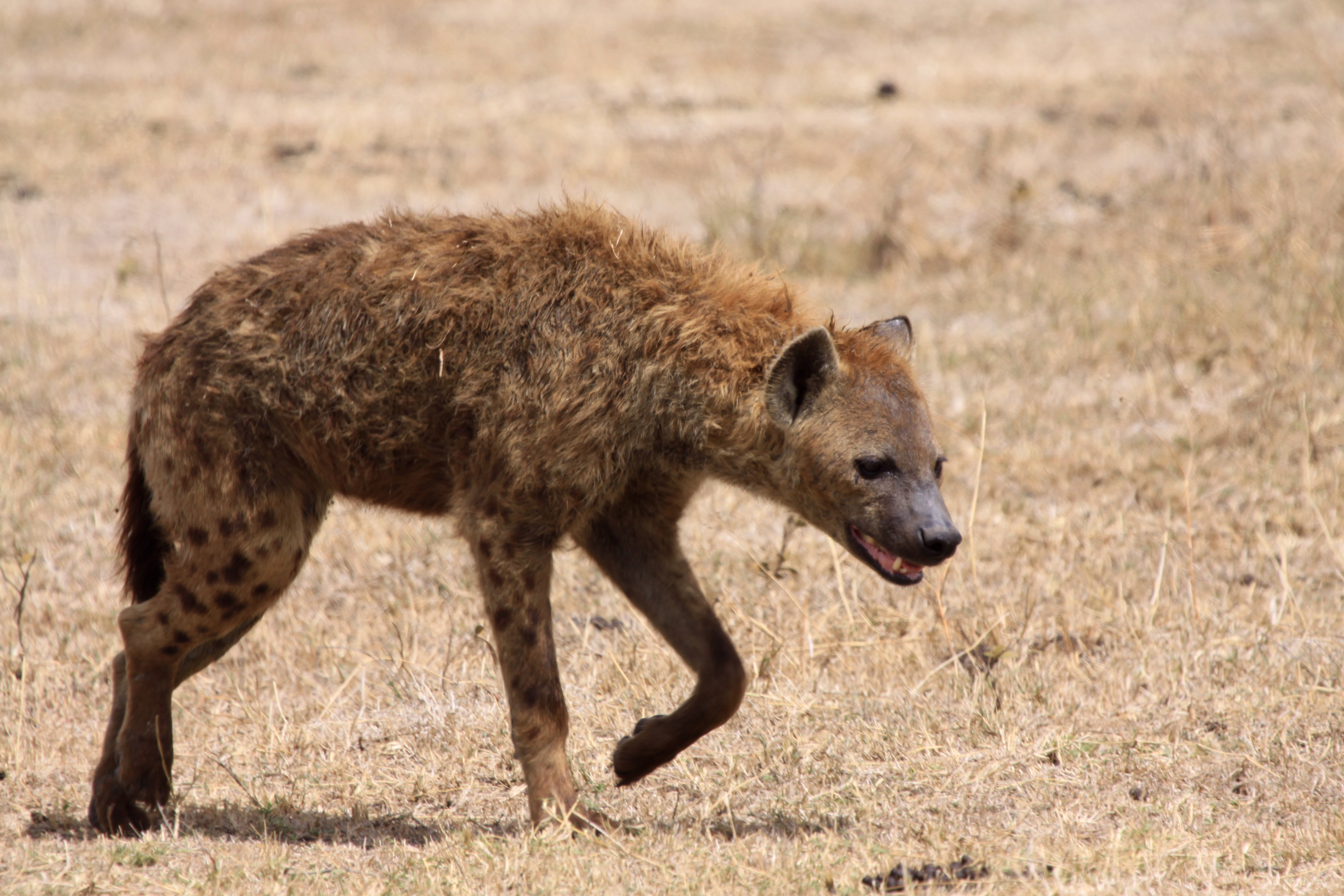
Selon certains auteurs, la Bête du Gévaudan était une hyène.

- La Bête du Gévaudan est un animal à l'origine d'une centaine d'attaques mortelles en Gévaudan (l'actuel département de la Lozère et une partie de celui de la Haute-Loire) entre 1764 et 1767. Malgré d'innombrables hypothèses envisagées, du loup enragé au tueur en série, le mystère reste entier.
- Il ne faut pas voir dans ce roman une quelconque œuvre historique. Si Antoine Chastel a réellement existé, le portrait qu'en fait l'auteur est purement imaginaire. Ce fils d'agriculteur du village de La Besseyre-Saint-Mary a fondé une famille de neuf enfants après s'être marié. Il est décédé en 1823 à l'âge de 78 ans. Aucun témoignage ou document officiel d'époque n'a évoqué un quelconque penchant pour le sadisme[1],[2]. Les soldats envoyés pour tuer la Bête n'étaient pas des dragons du Roi, mais un régiment de volontaires étrangers. Le porte-arquebuse de Louis XV se nommait François Antoine, et non « de Beauterne »[3].
- On retrouve des similitudes avec un roman publié en 1936, La Bête du Gévaudan de Daniel Abel Chevalley. Antoine Chastel était déjà écrit comme ancien esclave des pirates et gardien de fauves[4].
- C'est le journaliste Gérard Ménatory qui a évoqué, en 1984, l'hypothèse d'une hyène pour disculper le loup dans les attaques en Gévaudan[5].